# Студениця (Вінницький район)
Студе́ни́ця — село в Україні, в Лука-Мелешківській сільській громаді Вінницького району Вінницької області. Населення становить 92 особи.

## Географія
Селом протікає річка Студениця, ліва притока Південного Бугу.

## Населення

### Мова
Розподіл населення за рідною мовою за даними перепису 2001 року:
| Мова       | Кількість | Відсоток |
| ---------- | --------- | -------- |
| українська | 91        | 98.91%   |
| російська  | 1         | 1.09%    |
| Усього     | 92        | 100%     |